# Drenagem dos pântanos mesopotâmicos

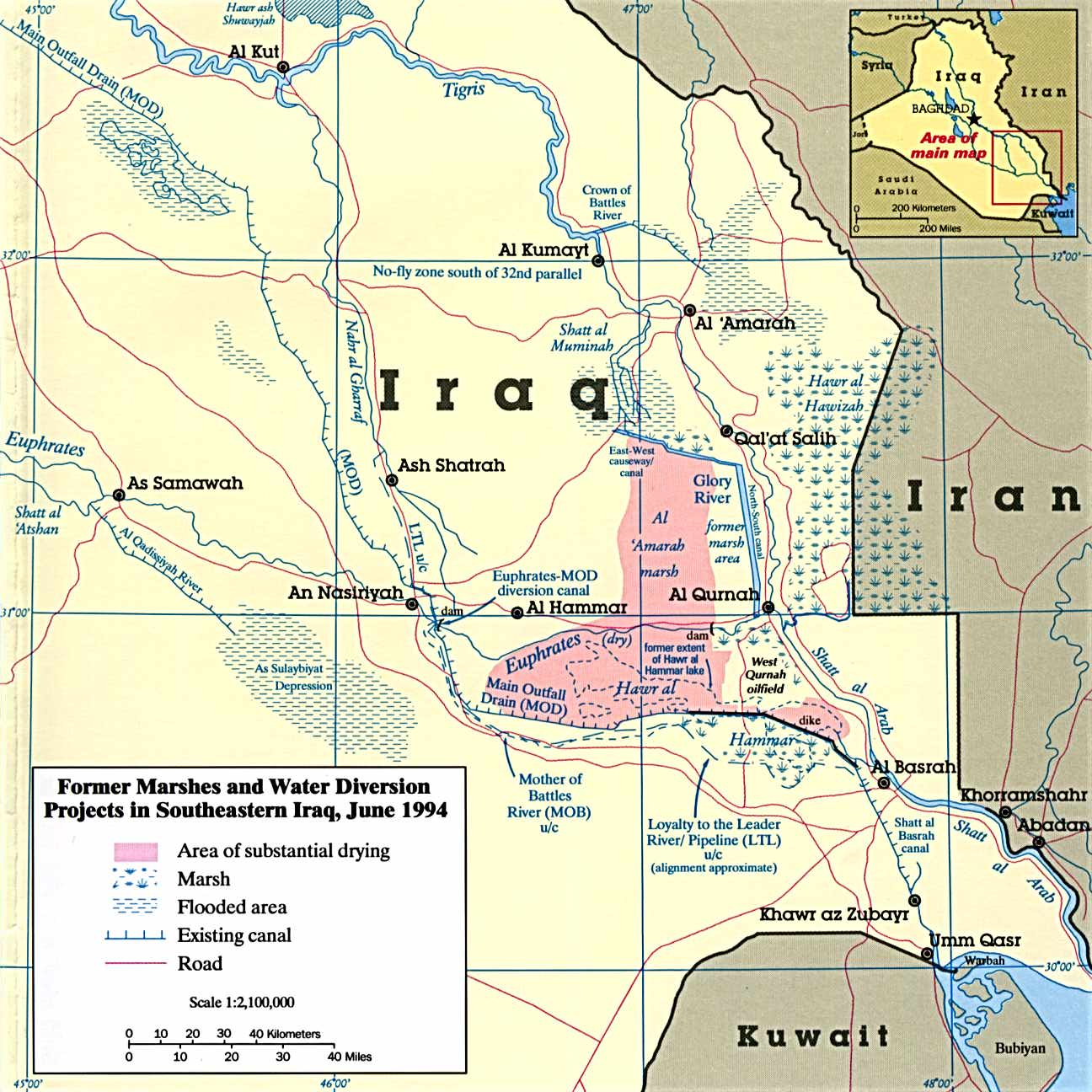
Mapa dos pântanos mesopotâmicos com características de drenagem

A drenagem dos pântanos mesopotâmicos ocorreu no Iraque e, em menor grau, no Irã entre 1950 e 1990 para limpar grandes áreas de pântanos no sistema do rio Tigre e Eufrates. Anteriormente, cobrindo uma área de cerca de 20.000 km2 (7700 sq mi), o grande complexo de zona úmidas foi de 90% drenado antes da invasão do Iraque em 2003. Os pântanos são geralmente divididos em três principais sub-pântanos, os pântanos Hawizeh, Central e Hammar. Os três foram drenados em momentos diferentes por motivos diferentes. A drenagem inicial dos pântanos Central se destina a recuperar as terras para a agricultura, mas depois em todos eles se tornariam um instrumento de guerra e vingança.
Muitas organizações internacionais como a Comissão de Direitos Humanos da ONU, a Assembleia Suprema Islâmica do Iraque (SCIRI), o Wetlands International, e o Oriente Médio Watch descreveu a drenagem como uma tentativa política para forçar os árabes dos pântanos a se retirarem da área por meio de táticas de desvio da água .

## Drenagem pós-Guerra do Golfo
Os pântanos foram considerado um refúgio para os elementos perseguidos pelo governo de Saddam Hussein. Em meados da década de 1980, ocorre uma revolta de baixo nível contra a drenagem e projetos de reassentamento, desenvolvidos na área, liderado pelo xeque Abu Hatim .
Durante a década de 1970, a expansão de projetos de irrigação tinha começado a interromper o fluxo de água para os pântanos. No entanto, após a Guerra do Golfo (1991), o governo iraquiano agressivamente reviveu um programa para desviar o fluxo do rio Tigre e Eufrates longe dos pântanos em represália por um levante xiita fracassado. Isto foi feito principalmente para eliminar a fonte de alimento (s) dos árabes do pântano e para impedir qualquer milicianos remanescentes de refugiar nos pântanos, as Organização Badr
e outras milícias de usa-lo como abrigo. O plano, que foi acompanhado por uma série de artigos de propaganda pelo regime iraquiano contra os árabes do pântano , sistematicamente convertendo os pântanos em um deserto, forçando os residentes a retirarem-se de seus assentamentos na região. As aldeias nos pântanos foram atacadas e incendiadas e houve relatos de que a água foi deliberadamente envenenada .
A maioria dos árabes do pântano foram deslocados para áreas adjacentes ou para os pântanos drenados, abandonando seu estilo de vida tradicional em favor da agricultura convencional, para as cidades e campos em outras regiões do Iraque ou para campos de refugiados iranianos. Apenas 1.600 deles foram estimados por ainda estar vivendo em dibins tradicionais até 2003. . O pântanos Hammar ocidental e os pântanos Qurnah ou Central tornaram-se completamente desidratados, enquanto os pântanos Hawizeh Oriental tinham minguado drasticamente.
Os árabes do pântano, que eram cerca de meio milhão de pessoas em 1950, reduziu-se a tão poucos como 20 mil no Iraque, de acordo com as Nações Unidas. Estima-se que 80.000 a 120.000 fugiram para campos de refugiados no Irã .